# Trentepohlia angustilinea
Trentepohlia angustilinea är en tvåvingeart som beskrevs av Alexander 1973. Trentepohlia angustilinea ingår i släktet Trentepohlia och familjen småharkrankar. Inga underarter finns listade i Catalogue of Life.